# Giuseppe Lamperti
Giuseppe Lamperti, född 1834, död 1898, var en italiensk teaterdirektör, son till Francesco Lamperti, bror till Giovanni Battista Lamperti.
Lamperti verkade som direktör (efter vartannat) vid Scalateatern i Milano, Apolloteatern i Rom och San Carloteatern i Neapel.